# Île Tierra Bomba
Tierra Bomba est une île de Colombie située dans la mer des Caraïbes, au large de la ville de Carthagène des Indes, dans le département de Bolívar.

## Géographie

Carte de la côte autour de Carthagène des Indes. L'île Tierra Bomba se trouve au centre à gauche de la ville.

L'île Tierra Bomba est située au sud-ouest de Carthagène des Indes, dont elle ferme la baie, laissant seulement deux étroits chenaux, au nord en face du quartier carthaginois de Bocagrande et au sud en face de l'île Barú. L'extrémité méridionale de l'île est occupée par le château de San Fernando de Bocachica. 
L'île possède un total d'environ 43 km de côtes. Sa superficie est de 19,8 km2.

## Démographie
L'île Tierra Bomba est peuplée de 9 000 habitants environ.

## Économie
L'activité principale de l'île est le tourisme. La plus grande partie du territoire appartient à des particuliers.